# Tuberculum infraglenoidale

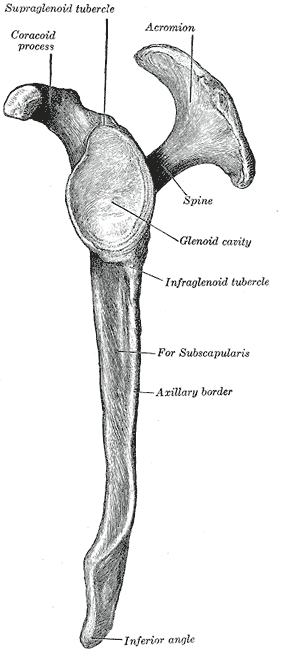
A bal lapocka lateralis nézetből (alulról a negyedikként van jelölve)

A tuberculum infraglenoidale egy dudor a lapockán (scapulae) mely a háromfejű karizomnak (musculus triceps brachii) biztosít tapadási helyet.